# Dömarskilarna
Dömarskilarna är en udde i Finland. Den ligger i Houtskär i landskapet Egentliga Finland, i den sydvästra delen av landet, 210 km väster om huvudstaden Helsingfors.
Terrängen inåt land är mycket platt.  Närmaste större samhälle är Houtskär, 17,9 km nordost om Dömarskilarna. 